# Julio Rocha López
Julio Rocha López (Diriamba, Nicaragua, 12 de octubre de 1950 - Nueva York, Estados Unidos, 13 de enero de 2018) fue un dirigente del fútbol nicaragüense, funcionario de desarrollo de la FIFA, presidente de la Unión Centroamericana de Fútbol y presidente de la Federación Nicaragüense de Fútbol (FENIFUT).

## Biografía
Rocha López fue arrestado en mayo de 2015, en Zúrich, Suiza, junto con otros funcionarios de la FIFA para enfrentar cargos de corrupción y sobornos en Estados Unidos.
Rocha López fue vetado por el Comité de Ética de la FIFA.
En diciembre de 2016 fue declarado culpable, en una corte federal de Nueva York, de soborno y conspiración para cometer fraude.
Rocha López falleció en Estados Unidos a causa de un cáncer terminal.